# Henri Mouhot
Henri Mouhot (Montbéliard, 15 maggio 1826 – Naphan, 10 novembre 1861) è stato un naturalista ed esploratore francese.
Nacque a Montbéliard (dipartimento di Doubs in Francia), nei pressi del confine con la Svizzera, ma passò la gioventù in Russia e forse in altre parti dell'Asia. Viene ricordato soprattutto per il suo legame con Angkor. La tomba di Mouhot si trova poco fuori Ban Phanom, ad est di Luang Prabang.

## Gioventù
Da giovane professore di filologia Mouhot passò almeno 10 anni lavorando come insegnante di lingue in Russia. Viaggiò per tutta l'Europa col fratello Charles, studiando le tecniche fotografiche sviluppate da Louis Daguerre. Nel 1856 iniziò a dedicarsi allo studio delle scienze naturali. Nel 1856 sposò una discendente, probabilmente la nipote, dell'esploratore scozzese Mungo Park. Dopo aver letto The Kingdom and People of Siam di Sir James Bowring nel 1857, Mouhot decise di viaggiare in Indocina per condurre una serie di spedizioni botaniche raccogliendo nuove specimen zoologiche. LA sua prima richiesta di permessi e di un passaggio fu rifiutata dalle compagnie francesi e dal governo di Napoleone III. La Royal Geographical Society e la Società zoologica di Londra gli concessero il loro sostegno, e salpò per Bangkok con tappa a Singapore.

## Spedizioni

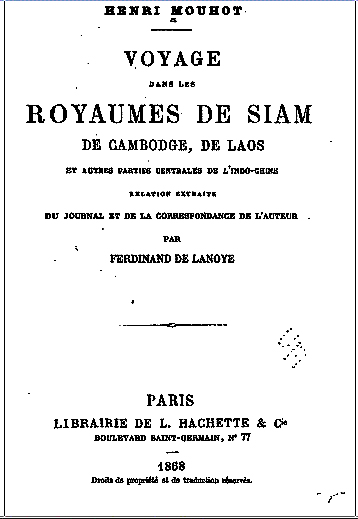
Copertina di Henri Mouhot:Voyage dans les royaumes de Siam, de Cambodge, de Laos, del 1868

Dalla sua base di Bangkok nel 1858 Mouhot effettuò 4 viaggi nell'entroterra di Siam, Cambogia e Laos. Nei 3 anni che precedettero la sua morte sopportò disagi estremi ed affrontò animali selvaggi per esplorare porzioni non mappate di giungla.
Nella sua prima spedizione visitò Ayutthaya, ex capitale del Siam (territorio già mappato), raccogliendo numerosi insetti, conchiglie terrestri e fluviali, e spedendo il tutto in Inghilterra.
Nel gennaio 1860, alla fine del secondo e più lungo viaggio, raggiunse Angkor (territorio già mappato), un'area di oltre 400 km² composta da numerosi siti di antiche terrazze, piscine, città con fossati, palazzi e templi, il più famoso dei quali è Angkor Wat. Descrisse la propria visita nel suo diario di viaggio, con tre settimane di osservazioni dettagliate. Diario ed illustrazioni furono poi inseriti in Voyage dans les royaumes de Siam, de Cambodge, de Laos che fu pubblicato postumo.

### Angkor

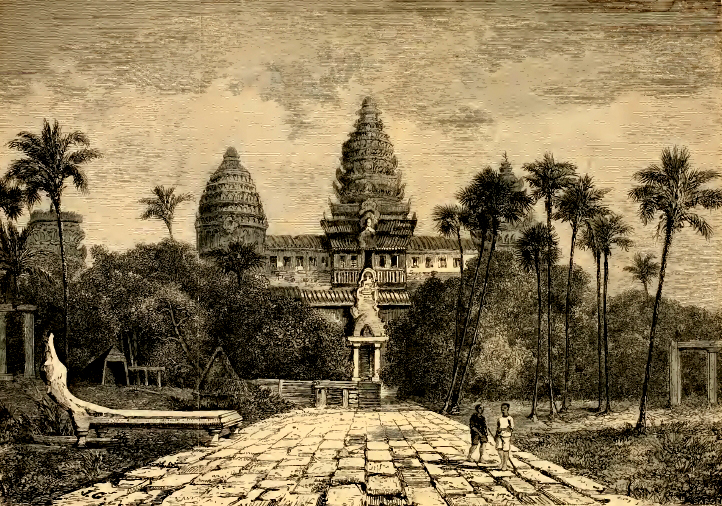
Facciata di Angkor Wat, di Henri Mouhot

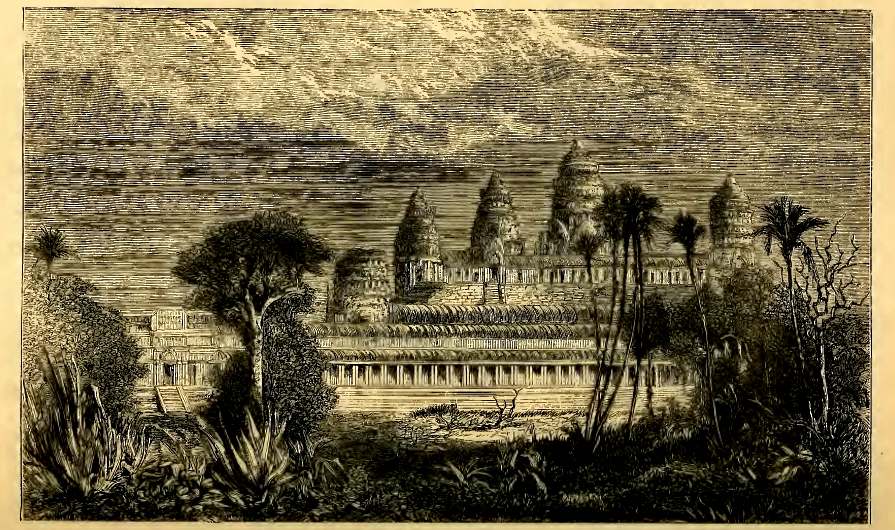
Angkor Wat, di Henri Mouhot

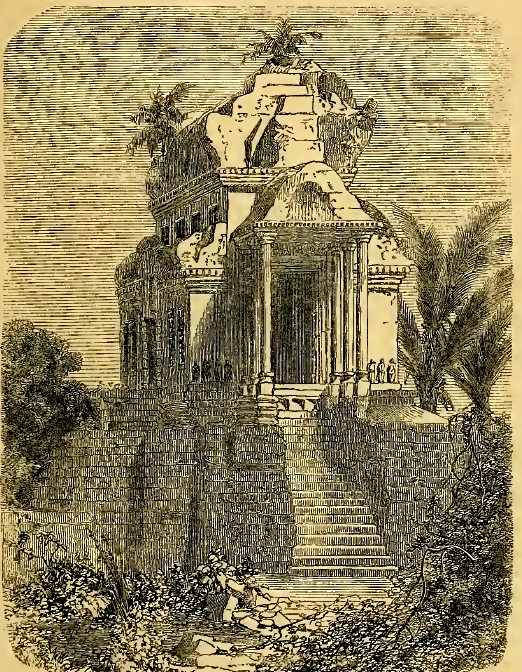
Padiglione di Angkor Wat, di Henri Mouhot

A Mouhot viene spesso erroneamente attribuita la "scoperta" di Angkor, nonostante Angkor non fu mai persa. Esistenza e posizione di tutti i siti di Angkor erano noti ai Khmer ed erano già stati visitati da numerosi occidentali fin dal XVI secolo.
Mouhot afferma nel suo diario che un suo contemporaneo, padre Charles Emile Bouillevaux (missionario francese stanziato a Battambang), aveva detto di aver visitato con altri esploratori e missionari occidentali Angkor Wat ed altri templi Khmer, almeno cinque anni prima di Mouhot. Padre Bouillevaux pubblicò i propri racconti nel 1857: Viaggio in Indocina 1848–1846, Annam e Cambogia.
In precedenza un mercante portoghese, Diogo do Couto, visitò Angkor descrivendola nei suoi racconti del 1550, ed anche un monaco portoghese Antonio da Magdalena descrisse una visita ad Angkor Wat nel 1586.
Mouhot rese comunque popolare Angkor in occidente. Forse nessuno dei precedenti visitatori europei aveva descritto tale sito in maniera tanto suggestiva quanto Mouhot, che aveva anche corredato il testo con disegni assai dettagliati. Nel suo libro pubblicato postumo, Mouhot paragona Angkor alle piramidi per quanto erano famose in occidente. Ad esempio, descrive le teste dei Buddha sulle porte di Angkor Thom come "quattro enormi teste in stile egizio", e di Angkor scrive:
Mouhot scrisse anche che: 
Tali citazioni potrebbero aver favorito il fraintendimento popolare secondo cui Mouhot avesse trovato le rovine abbandonate di una civiltà perduta. Sembra che la Royal Geographical Society e la Società zoologica di Londra, entrambe interessate nell'annuncio di nuove scoperte, abbiano incoraggiato le voci secondo cui Mouhot (che era stato da loro finanziato per la mappatura di montagne e fiumi e per la catalogazione di nuove specie) avrebbe scoperto Angkor. Mouhot stesso affermò sbagliando che Angkor era l'opera di una civiltà più antica dei Khmer. Infatti, nonostante la stessa civiltà che aveva costruito Angkor era viva e sotto i suoi occhi, la considerava in uno "stato di barbarismo" talmente avanzato da non credere che fossero mai stati abbastanza civilizzati o illuminati da aver costruito tali opere. Ipotizzò che gli autori di tali bellezze fossero una razza scomparsa, e datò Angkor ad oltre due millenni prima, all'incirca contemporanea di Roma. La vera storia di Angkor Wat fu poi ricostruita dal libro The Customs of Cambodia di Zhou Daguan, emissario di Temür Khan in Cambogia nel 1295-1296 e dalle prove stilistiche e epigrafiche accumulate durante i lavori di pulizia e restauro svolti nell'intera Angkor. Ora si sa che Angkor risale dall'inizio del IX secolo e fino all'inizio del XV.

## Colonialismo
Alcuni hanno ipotizzato che Mouhot potrebbe essere stato uno strumento dell'espansionismo francese e dell'annessione dei territori che avvenne poco dopo la sua morte. Mouhot non sembra però uno strenuo colonialista, mettendo a volte in dubbio l'utilità del colonialismo europeo.

## Morte e retaggio
Mouhot morì di malaria nel corso della sua quarta spedizione nella giungla del Laos. Aveva visitato Luang Prabang, capitale del regno di Lan Xang, uno dei tre regni che alla fine si fusero per formare l'odierno Laos. Due suoi servitori lo seppellirono nei pressi di una missione francese a Naphan, sulle rive del fiume Nam Khan. Il servo preferito di Mouhot, Phrai, trasportò i suoi diari ed i campioni raccolti a Bangkok, da dove furono mandati in Europa.
Un piccolo monumento fu eretto sulla sua tomba nel 1867, per ordine del comandante francese Doudart de Lagrée che gli riservò questo elogio:
Il monumento fu distrutto dalla piena del fiume Nam Khan. Fu sostituito nel 1887 da una cripta più resistente, e vicino fu costruita una casetta per ospitare e sfamare i turisti del santuario bianco. Alcuni lavori di restauro furono svolti sulla tomba nel 1951 dalla École française d'Extrême-Orient.
La tomba di Mouhot fu inglobata dalla giungla e fu persa, finché non fu accidentalmente riscoperta nel 1990. La sua città natale, Montbéliard, partecipò nel 1990 al suo restauro. Una nuova targa sul lato della cripta commemora la riscoperta della tomba di Mouhot nel 1990. Oggi la zona ospita hotel e operatori turistici a Luang Prabang, a 10 km dalla tomba. La tomba si trova a soli 20 metri dal fiume, per cui è anche accessibile via barca.
La fama generata per Angkor dalle opere di Mouhot portarono ad un ampio sostegno popolare per un maggiore impegno francese nello studio e nella conservazione del patrimonio. I francesi hanno svolto numerosi studi ad Angkor fino a tempi recenti.

## Opere di Mouhot
I diari di viaggio di Mouhot sono stati raccolti nel volume Voyage dans les royaumes de Siam, de Cambodge, de Laos et autres parties centrales de l'Indochine, pubblicato nel 1863 e nel 1864.

## Letteratura
- Henri Mouhot, M. Mouhot, Travels in Siam, Cambodia, Laos, and Annam, ISBN 974-8434-03-6
- Henri Mouhot, Michael Smithies, Travels in Siam, Cambodia and Laos, 1858-1860, ISBN 0-19-588614-3
- Mouhot, M. Henri, Travels in the Central Parts of Indo-China (Siam), Cambodia, and Laos During the Years 1858, 1859, and 1860, illustrato in bianco e ero da Profusely, ISBN 974-8495-11-6